# چیپاتا (سانتاندر)
چیپاتا (انگلیسی: Chipatá, Santander) نام یک منطقه مسکونی در کلمبیا است.